# Morti l'8 febbraio

## IV secolo(1)
- 397 - Evenzio di Pavia, vescovo romano

## V secolo(1)
- 409 - Bassiano di Lodi, vescovo italiano (n. 319)

## VI secolo(2)
- 538 - Severo di Antiochia, arcivescovo e teologo bizantino
- 565 - K'an Joy Chitam I, sovrano (n. 490)

## IX secolo(1)
- 860 - Floro di Lione, teologo e scrittore franco

## XI secolo(2)
- 1045 - Fujiwara no Sadayori, poeta giapponese (n. 995)
- 1089 - Pietro Igneo, abate, vescovo e cardinale italiano

## XII secolo(3)
- 1124 - Stefano di Grandmont, religioso e santo francese (n. 1046)
- 1135 - Elvira di Castiglia, regina
- 1191 - Erardo II di Brienne, nobile francese

## XIII secolo(8)
- 1204 - Alessio IV Angelo, imperatore bizantino
- 1204 - Nicola Canabo, imperatore bizantino
- 1204 - Isacco II Angelo, imperatore bizantino (n. 1156)
- 1245 - Giovanni de La Rochelle, filosofo francese (n. 1200)
- 1250 - Roberto I d'Artois, conte (n. 1216)
- 1265 - Hulagu Khan, condottiero mongolo
- 1285 - Teodorico di Landsberg, nobile tedesco (n. 1242)
- 1296 - Przemysł II di Polonia, nobile polacco (n. 1257)

## XIV secolo(4)
- 1303 - Lotteringo Gherardini, politico italiano
- 1314 - Elena d'Angiò, religiosa e santa serba
- 1341 - Amalrico III di Narbona, nobile franco
- 1393 - Bianca di Francia, principessa francese (n. 1328)

## XV secolo(1)
- 1484 - Francesco I Gonzaga-Novellara, nobile e militare italiano

## XVI secolo(12)
- 1510 - Francesco Bianchi, pittore italiano (n. 1447)
- 1515 - Guglielmo I d'Assia, nobile (n. 1466)
- 1529 - Baldassarre Castiglione, umanista, letterato e diplomatico italiano (n. 1478)
- 1533 - Juan de Ampíes, ufficiale spagnolo
- 1537 - Girolamo Emiliani, religioso italiano (n. 1486)
- 1537 - Otto von Pack, politico e truffatore tedesco
- 1553 - Giovanni Ernesto di Sassonia-Coburgo, nobile tedesco (n. 1521)
- 1567 - Isabella Bresegna, nobildonna spagnola
- 1572 - Francesco Pisani, arcivescovo cattolico italiano
- 1584 - Antonio d'Aragona Cardona, nobile e militare italiano (n. 1543)
- 1587 - Maria Stuarda, regina scozzese (n. 1542)
- 1594 - Elisabetta di Wittelsbach-Simmern, tedesca (n. 1540)

## XVII secolo(22)
- 1608 - Valerio Sale, giurista e poeta italiano (n. 1570)
- 1611 - Jan Huygen van Linschoten, viaggiatore e navigatore olandese
- 1613 - Shinjō Naoyori, militare giapponese (n. 1538)
- 1617 - Carlo Broglia, arcivescovo cattolico italiano (n. 1552)
- 1617 - Edward Talbot, VIII conte di Shrewsbury, politico inglese (n. 1561)
- 1618 - Zenobia Gonzaga, nobildonna italiana (n. 1588)
- 1621 - Francesco Martinengo Colleoni, militare e diplomatico italiano (n. 1548)
- 1623 - Thomas Cecil, I conte di Exeter, nobile, politico e militare inglese (n. 1542)
- 1628 - François d'Escoubleau de Sourdis, cardinale e arcivescovo cattolico francese (n. 1574)
- 1636 - Arcasio Ricci, vescovo cattolico e giurista italiano (n. 1570)
- 1643 - Sidney Godolphin, poeta e politico britannico (n. 1610)
- 1654 - Jean-Louis Guez de Balzac, scrittore francese (n. 1597)
- 1654 - John Talbot, X conte di Shrewsbury, nobile inglese (n. 1601)
- 1657 - Laura Mancini, nobildonna italiana (n. 1636)
- 1660 - Carlo Augusto di Sales, vescovo cattolico francese (n. 1606)
- 1663 - Marcello Cervini, vescovo cattolico italiano
- 1666 - Marcantonio Franciotti, cardinale e vescovo cattolico italiano (n. 1592)
- 1668 - Alessandro Tiarini, pittore italiano (n. 1577)
- 1676 - Alessio Michajlovič, sovrano (n. 1629)
- 1691 - Carlo Rainaldi, architetto italiano (n. 1611)
- 1696 - Ivan V di Russia, sovrano (n. 1666)
- 1700 - Filippo Acciaiuoli, poeta e librettista italiano (n. 1637)

## XVIII secolo(31)
- 1702 - Henri Louis Ernest di Ligne, nobile spagnolo (n. 1644)
- 1707 - Dositeo II di Gerusalemme, vescovo ortodosso greco (n. 1641)
- 1709 - Giuseppe Torelli, violinista e compositore italiano (n. 1658)
- 1722 - Charles Howard, VII conte di Suffolk, nobile e politico inglese (n. 1693)
- 1725 - Pietro I di Russia, politico russo (n. 1672)
- 1731 - Coriolano Montemagni, politico italiano (n. 1665)
- 1731 - Andries Pels, banchiere olandese (n. 1655)
- 1735 - Giuseppe Groppelli, scultore italiano (n. 1675)
- 1742 - Philipp Ludwig Wenzel von Sinzendorf, nobile, politico e diplomatico austriaco (n. 1671)
- 1743 - Pier Marcellino Corradini, cardinale e arcivescovo cattolico italiano (n. 1658)
- 1745 - Carlo di Württemberg-Bernstadt, generale prussiano (n. 1682)
- 1747 - Jérôme Phélypeaux, politico francese (n. 1674)
- 1749 - Jan van Huysum, pittore e disegnatore olandese (n. 1682)
- 1750 - Aaron Hill, drammaturgo e scrittore inglese (n. 1685)
- 1751 - Nicola Salvi, architetto italiano (n. 1697)
- 1754 - Francesco Lanfreschi, arcivescovo cattolico italiano (n. 1691)
- 1755 - Niccolò Coscia, cardinale e arcivescovo cattolico italiano (n. 1682)
- 1759 - Ramiro Rampinelli, matematico, fisico e religioso italiano (n. 1697)
- 1759 - Giuseppe Maria del Carretto, politico e militare italiano (n. 1679)
- 1760 - Stanisław Potocki, nobile e politico polacco (n. 1698)
- 1763 - Cesare Mazzoni, pittore italiano (n. 1678)
- 1765 - Antonio Cugini, architetto italiano (n. 1677)
- 1772 - Augusta di Sassonia-Gotha-Altenburg, principessa tedesca (n. 1719)
- 1778 - Henri-Louis Kain, attore teatrale francese (n. 1729)
- 1784 - Francescantonio Grimaldi, giurista e filosofo italiano (n. 1741)
- 1792 - Hannah Snell, militare inglese (n. 1723)
- 1793 - Agustín Rubín de Ceballos, vescovo cattolico spagnolo (n. 1724)
- 1794 - Jean-Baptiste Moulin, generale francese (n. 1754)
- 1796 - Urbano Barberini Colonna di Sciarra, VI principe di Carbognano, nobile italiano (n. 1733)
- 1796 - John Sibthorp, botanico britannico (n. 1758)
- 1797 - Johann Friedrich Doles, compositore tedesco (n. 1715)

## XIX secolo(71)
- 1807 - Paul Henri Mallet, storico svizzero (n. 1730)
- 1807 - Samuel Wyatt, architetto e ingegnere britannico (n. 1737)
- 1808 - Giuseppe Cassella, astronomo e matematico italiano (n. 1755)
- 1809 - Brownlow Bertie, V duca di Ancaster e Kesteven, nobile e militare britannico (n. 1729)
- 1811 - Carlo Francesco di Valperga, politico, militare e diplomatico italiano (n. 1727)
- 1817 - Francis Horner, politico britannico (n. 1778)
- 1818 - Papa Ciro, presbitero e brigante italiano (n. 1775)
- 1819 - Sydenham Edwards, illustratore britannico (n. 1768)
- 1824 - Rhijnvis Feith, scrittore e poeta olandese (n. 1753)
- 1827 - Stepan Stepanovič Apraksin, nobile e generale russo (n. 1757)
- 1827 - Constantin Denis Bourbaki, generale greco (n. 1787)
- 1831 - Jacques-Benjamin Longer, vescovo cattolico e missionario francese (n. 1752)
- 1833 - Louis-François-Auguste de Rohan-Chabot, cardinale e arcivescovo cattolico francese (n. 1788)
- 1834 - Richard Lemon Lander, esploratore britannico (n. 1804)
- 1834 - Lewis David de Schweinitz, botanico e micologo statunitense (n. 1780)
- 1835 - Guillaume Dupuytren, medico francese (n. 1777)
- 1835 - Catherine-Joséphine Duchesnois, attrice teatrale francese (n. 1777)
- 1845 - Emmanuele Lodi, vescovo cattolico italiano (n. 1770)
- 1846 - Antonio Nanula, anatomista, medico e chirurgo italiano (n. 1780)
- 1849 - François-Antoine Habeneck, violinista, direttore d'orchestra e compositore francese (n. 1781)
- 1849 - France Prešeren, poeta sloveno (n. 1800)
- 1851 - Nicholas Vansittart, politico britannico (n. 1766)
- 1856 - Agostino Bassi, naturalista e botanico italiano (n. 1773)
- 1856 - Julius Leopold Theodor Friedrich Zincken, entomologo tedesco (n. 1770)
- 1860 - Carlo Castelli, generale e rivoluzionario italiano (n. 1790)
- 1860 - Martino Orsino, vescovo cattolico italiano (n. 1783)
- 1860 - Carl Edvard Rotwitt, politico danese (n. 1812)
- 1861 - Pierre-Bienvenu Noailles, presbitero francese (n. 1793)
- 1864 - Domenico Maria Belzoppi, politico sammarinese (n. 1796)
- 1865 - Pietro Quintini, militare italiano (n. 1814)
- 1868 - Jacques Camou, generale francese (n. 1792)
- 1868 - Filippo Manzoni, nobile italiano (n. 1826)
- 1871 - Agostino Sagredo, storico e politico italiano (n. 1798)
- 1871 - Moritz von Schwind, pittore austriaco (n. 1804)
- 1873 - John White Geary, politico, avvocato e insegnante statunitense (n. 1819)
- 1874 - David Friedrich Strauß, teologo, filosofo e biografo tedesco (n. 1808)
- 1876 - Ludwig Redtenbacher, entomologo austriaco (n. 1814)
- 1877 - Charles Wilkes, esploratore statunitense (n. 1798)
- 1878 - Elias Magnus Fries, micologo e botanico svedese (n. 1794)
- 1878 - Marija Dmitrievna Subbotina, rivoluzionaria russa (n. 1854)
- 1879 - Louis François Clairville, poeta e drammaturgo francese (n. 1811)
- 1879 - Pascal Coste, architetto francese (n. 1787)
- 1880 - Antonio Angeleri, pianista italiano (n. 1801)
- 1882 - Berthold Auerbach, poeta e scrittore tedesco (n. 1812)
- 1882 - Joseph Decaisne, naturalista belga (n. 1807)
- 1883 - Tito Livio De Sanctis, medico italiano (n. 1817)
- 1884 - Giuseppe Campanelli, militare italiano (n. 1811)
- 1884 - Cetshwayo, sovrano
- 1884 - Arnold Henri Guyot, geologo e geografo svizzero (n. 1807)
- 1884 - Montagu Bertie, VI conte di Abingdon, politico britannico (n. 1808)
- 1885 - Nikolaj Alekseevič Severcov, esploratore, naturalista e scienziato russo (n. 1827)
- 1886 - Ivan Sergeevič Aksakov, giornalista e biografo russo (n. 1823)
- 1886 - Adolphe Assi, operaio e attivista francese (n. 1841)
- 1886 - Maurizio Farina, politico italiano (n. 1804)
- 1887 - Francesco Anca, nobile, politico e paleontologo italiano (n. 1803)
- 1887 - Carl Tomaselli il Vecchio, imprenditore austro-ungarico (n. 1809)
- 1888 - Augusto Riboty, militare e politico italiano (n. 1816)
- 1890 - Giuseppe Pecci, cardinale italiano (n. 1807)
- 1891 - Jean-Achille Benouville, pittore francese (n. 1815)
- 1891 - Charles Wirgman, illustratore britannico (n. 1832)
- 1892 - Achille Sannia, matematico e politico italiano (n. 1822)
- 1894 - Robert Michael Ballantyne, scrittore britannico (n. 1825)
- 1894 - Maxime Du Camp, scrittore e fotografo francese (n. 1822)
- 1895 - Anselme Mathieu, poeta francese (n. 1828)
- 1895 - Reginald Stuart Poole, numismatico, archeologo e orientalista britannico (n. 1832)
- 1895 - Jean-François Portaels, pittore belga (n. 1818)
- 1897 - Angelo Donati, banchiere e patriota italiano (n. 1847)
- 1898 - José María Reina Barrios, politico guatemalteco (n. 1854)
- 1899 - Ferdinand Wüstenfeld, orientalista tedesco (n. 1808)
- 1900 - Luigi Berlingeri, politico italiano (n. 1816)
- 1900 - Ludwig Meyer, psichiatra tedesco (n. 1827)

## XX secolo(271)
- 1901 - Giulio Marino, italiano (n. 1842)
- 1901 - Benjamin Prentiss, militare, politico e generale statunitense (n. 1819)
- 1902 - Sergej Ivanovič Mosin, militare russo (n. 1849)
- 1903 - Joseph Führer, archeologo tedesco (n. 1858)
- 1904 - Alfred Ainger, biografo britannico (n. 1837)
- 1904 - Malvina Garrigues, soprano portoghese (n. 1825)
- 1906 - Giuseppina Bonino, religiosa italiana (n. 1843)
- 1906 - Wilhelm von Christ, filologo classico tedesco (n. 1831)
- 1906 - Adolf Gusserow, ginecologo tedesco (n. 1836)
- 1906 - Valdemaro Vecchi, editore e tipografo italiano (n. 1840)
- 1907 - Alfred Kirchhoff, geografo e naturalista tedesco (n. 1838)
- 1907 - Hendrik Willem Bakhuis Roozeboom, chimico olandese (n. 1854)
- 1908 - Stjepan Miletić, letterato, drammaturgo e regista croato (n. 1868)
- 1909 - Antonio Barone, militare italiano (n. 1887)
- 1909 - Ernest Alexandre Honoré Coquelin, attore francese (n. 1848)
- 1909 - Mieczysław Karłowicz, compositore e direttore d'orchestra polacco (n. 1876)
- 1909 - Giacinto Morera, matematico italiano (n. 1856)
- 1910 - Hans Jæger, scrittore, politico e filosofo norvegese (n. 1854)
- 1911 - Domenico Augimeri, pittore italiano (n. 1834)
- 1911 - Joaquín Costa, politologo spagnolo (n. 1846)
- 1911 - Antonio Feruglio, vescovo cattolico italiano (n. 1841)
- 1911 - Gustaf Fröding, poeta svedese (n. 1860)
- 1912 - Constant-Désiré Despradelle, architetto francese (n. 1862)
- 1912 - Antonio Gonelli-Cioni, pedagogista italiano (n. 1854)
- 1914 - Francesc Berenguer, architetto spagnolo (n. 1866)
- 1915 - Ignacio María González, politico dominicano (n. 1838)
- 1915 - Charles Vane-Tempest-Stewart, VI marchese di Londonderry, nobile e politico irlandese (n. 1852)
- 1916 - Gustav Falke, poeta e scrittore tedesco (n. 1853)
- 1917 - Diomede Falconio, cardinale e arcivescovo cattolico italiano (n. 1842)
- 1917 - Anton Haus, ammiraglio austro-ungarico (n. 1851)
- 1918 - Louis Renault, giurista francese (n. 1843)
- 1920 - Richard Dehmel, poeta e scrittore tedesco (n. 1863)
- 1921 - Francisco d'Andrade, baritono portoghese (n. 1859)
- 1921 - Colin Archer, ingegnere navale norvegese (n. 1832)
- 1921 - Max Dvořák, storico dell'arte ceco (n. 1874)
- 1921 - Imam Bakhsh Khan Talpur, principe indiano (n. 1860)
- 1921 - Pëtr Alekseevič Kropotkin, filosofo russo (n. 1842)
- 1922 - Kabayama Sukenori, militare e politico giapponese (n. 1837)
- 1923 - Bernard Bosanquet, filosofo britannico (n. 1848)
- 1925 - Arthur Heffter, chimico e farmacologo tedesco (n. 1859)
- 1925 - Edward Penfield, pittore, illustratore e pubblicitario statunitense (n. 1866)
- 1925 - Pierre-Louis Vescoz, prete, giornalista e naturalista italiano (n. 1840)
- 1926 - William Bateson, genetista britannico (n. 1861)
- 1927 - Alf Miles, allenatore di calcio e calciatore inglese (n. 1884)
- 1928 - Theodor Curtius, chimico tedesco (n. 1857)
- 1928 - George G. Eitel, chirurgo statunitense (n. 1858)
- 1929 - Charles Alexander de Cosson, antiquario britannico (n. 1846)
- 1929 - Achille D'Orsi, scultore italiano (n. 1845)
- 1929 - Antonio Dal Fabbro, generale italiano (n. 1866)
- 1929 - Edwin Denby, politico statunitense (n. 1870)
- 1929 - Francesco Lanzoni, storico e presbitero italiano (n. 1862)
- 1930 - Bedrifelek Kadın, principessa (n. 1851)
- 1932 - Jean César Graziani, generale francese (n. 1859)
- 1932 - Ferry Sikla, attore e regista tedesco (n. 1865)
- 1932 - Vincent Coll, mafioso e criminale irlandese (n. 1908)
- 1933 - Carlo Castelli, arcivescovo cattolico italiano (n. 1863)
- 1933 - Francisco Gomes Teixeira, matematico portoghese (n. 1851)
- 1935 - Octavio Fantoni, calciatore brasiliano (n. 1907)
- 1935 - Max Liebermann, pittore tedesco (n. 1847)
- 1936 - Rahel Sanzara, scrittrice e attrice tedesca (n. 1894)
- 1936 - Charles Curtis, politico statunitense (n. 1860)
- 1936 - Christian Brevoort Zabriskie, imprenditore statunitense (n. 1864)
- 1937 - Giuseppe Albanese, politico italiano (n. 1878)
- 1937 - Delfino Menotti, baritono italiano (n. 1858)
- 1937 - Camillo Mango, avvocato e politico italiano (n. 1864)
- 1938 - Arturo Caprotti, ingegnere italiano (n. 1881)
- 1938 - Nicola di Grecia, principe greco (n. 1872)
- 1938 - Ol'ha Taratuta, attivista sovietica (n. 1876)
- 1940 - Lewis Thomas Wattson, presbitero statunitense (n. 1863)
- 1941 - Giovanni Piovesana, militare italiano (n. 1891)
- 1941 - DeLisle Stewart, astronomo statunitense (n. 1870)
- 1941 - Karl von Tubeuf, micologo tedesco (n. 1862)
- 1942 - Salomone Morpurgo, bibliotecario e filologo italiano (n. 1860)
- 1942 - Fritz Todt, ingegnere e generale tedesco (n. 1891)
- 1943 - Lillian Langdon, attrice statunitense (n. 1860)
- 1943 - Aleksej Ljarskij, attore sovietico (n. 1923)
- 1943 - Lepa Radić, partigiana e antifascista jugoslava (n. 1925)
- 1944 - Alfons Paquet, drammaturgo, scrittore e giornalista tedesco (n. 1881)
- 1944 - Albert Ray, attore, regista e sceneggiatore statunitense (n. 1897)
- 1945 - Eugen Deutsch, sollevatore tedesco (n. 1907)
- 1945 - Robert Mallet-Stevens, architetto e designer francese (n. 1886)
- 1945 - Italo Santelli, schermidore italiano (n. 1866)
- 1945 - Achille Visocchi, politico italiano (n. 1863)
- 1945 - Julius Wolff, matematico olandese (n. 1882)
- 1946 - Felix Hoffmann, chimico e farmacista tedesco (n. 1868)
- 1946 - Miles Mander, attore, regista e sceneggiatore britannico (n. 1888)
- 1946 - Douglas Nicholson, ufficiale inglese (n. 1867)
- 1946 - Biagio Sallusti, militare italiano
- 1947 - Giuseppina Bakhita, religiosa sudanese (n. 1869)
- 1948 - Samuel Prescott Bush, imprenditore statunitense (n. 1863)
- 1948 - Frank Klaus, pugile statunitense (n. 1887)
- 1948 - Gustav Schuft, ginnasta tedesco (n. 1878)
- 1949 - Leonid Alekseevič Polovinkin, compositore e pianista russo (n. 1894)
- 1950 - Anne Brigman, fotografa e poetessa statunitense (n. 1869)
- 1950 - Benvenuto Donati, filosofo italiano (n. 1883)
- 1950 - Arthur Kampf, pittore tedesco (n. 1864)
- 1951 - Fritz Thyssen, imprenditore tedesco (n. 1873)
- 1952 - György Skvarek, calciatore ungherese (n. 1903)
- 1952 - Hilda di Lussemburgo, principessa (n. 1864)
- 1953 - Mario Casaleggio, attore italiano (n. 1877)
- 1953 - Giovanni Ciarpaglini, politico, antifascista e partigiano italiano (n. 1899)
- 1954 - Ronald Niel Stuart, militare britannico (n. 1886)
- 1954 - Laurence Trimble, regista, sceneggiatore e attore statunitense (n. 1885)
- 1955 - Eugenio Cirese, poeta e saggista italiano (n. 1884)
- 1955 - Pierre Johanns, gesuita e missionario lussemburghese (n. 1882)
- 1955 - Wilfred Nichol, velocista britannico (n. 1901)
- 1956 - Vera Lewis, attrice statunitense (n. 1873)
- 1956 - Connie Mack, giocatore di baseball e allenatore di baseball statunitense (n. 1862)
- 1956 - Gustav Sandberg, calciatore svedese (n. 1888)
- 1957 - Walther Bothe, fisico, matematico e chimico tedesco (n. 1891)
- 1957 - John von Neumann, matematico, fisico e informatico ungherese (n. 1903)
- 1958 - Nino D'Aurelio, tenore italiano (n. 1914)
- 1958 - Johann Georg von Dewitz, diplomatico e politico tedesco (n. 1878)
- 1958 - Edmond Faral, filologo francese (n. 1882)
- 1958 - Giovanni Morselli, chimico, farmacista e dirigente d'azienda italiano (n. 1875)
- 1958 - Luigi Pallavicini, calciatore italiano (n. 1905)
- 1958 - Zbigniew Pronaszko, pittore polacco (n. 1885)
- 1959 - William Joseph Donovan, generale e agente segreto statunitense (n. 1883)
- 1959 - Daniel Soubeyran, canottiere francese (n. 1875)
- 1960 - John Langshaw Austin, filosofo e linguista inglese (n. 1911)
- 1960 - Giles Gilbert Scott, architetto e designer inglese (n. 1880)
- 1961 - Rudolf Batz, militare tedesco (n. 1903)
- 1961 - Mary Bowes-Lyon, nobildonna britannica (n. 1883)
- 1961 - Dileep Singh, principe indiano (n. 1891)
- 1961 - William Duncan, attore, regista e sceneggiatore scozzese (n. 1879)
- 1961 - Mattia Farina, imprenditore e politico italiano (n. 1879)
- 1961 - Archer MacMackin, regista, sceneggiatore e produttore cinematografico statunitense (n. 1888)
- 1963 - George Dolenz, attore statunitense (n. 1908)
- 1963 - Ernst Gläser, scrittore tedesco (n. 1902)
- 1963 - Fortunino Matania, illustratore e pittore italiano (n. 1881)
- 1964 - Vincenzo Bellezza, direttore d'orchestra italiano (n. 1888)
- 1964 - Boshirō Hosogaya, ammiraglio giapponese (n. 1888)
- 1964 - Carlos Ísola, calciatore argentino (n. 1896)
- 1964 - Ernst Kretschmer, psichiatra tedesco (n. 1888)
- 1964 - Tom Terriss, regista, attore e sceneggiatore britannico (n. 1872)
- 1965 - Ray Brown, giocatore di baseball statunitense (n. 1908)
- 1965 - Karl Wilhelm Rosenmund, chimico tedesco (n. 1884)
- 1965 - Ercole Vampa, calciatore italiano (n. 1899)
- 1966 - William Clayton, imprenditore e funzionario statunitense (n. 1880)
- 1966 - János Nagy, calciatore ungherese (n. 1903)
- 1967 - Achille Marazza, politico e antifascista italiano (n. 1894)
- 1967 - Tito Oro Nobili, politico italiano (n. 1882)
- 1968 - René Navarre, attore francese (n. 1877)
- 1969 - Ezio Maria Gray, politico, giornalista e saggista italiano (n. 1885)
- 1969 - Leopoldo Méndez, disegnatore, incisore e grafico messicano (n. 1902)
- 1969 - Knut Sandengen, calciatore norvegese (n. 1932)
- 1970 - Lester Stoefen, tennista statunitense (n. 1911)
- 1970 - Carlo Schiffrer, storico italiano (n. 1902)
- 1972 - Jim Glass, cestista statunitense (n. 1919)
- 1972 - Stanley Hollis, militare britannico (n. 1912)
- 1972 - Markos Vamvakaris, musicista, cantante e compositore greco (n. 1905)
- 1973 - Agostino Casati, partigiano e politico italiano (n. 1897)
- 1973 - Juan Guidi, calciatore argentino (n. 1930)
- 1974 - Fern Andra, attrice, regista e sceneggiatrice statunitense (n. 1893)
- 1974 - Pietro Bazan, calciatore e allenatore di calcio italiano (n. 1915)
- 1974 - Franco Caprioli, fumettista e pittore italiano (n. 1912)
- 1974 - Fritz Zwicky, astronomo svizzero (n. 1898)
- 1975 - Carl Braden, attivista statunitense (n. 1914)
- 1975 - Giuseppe Catenacci, saggista, giornalista e politico italiano (n. 1893)
- 1975 - Ivan Dreyfus, calciatore svizzero (n. 1884)
- 1975 - Jan Mukařovský, docente, semiologo e critico letterario cecoslovacco (n. 1891)
- 1975 - Robert Robinson, chimico inglese (n. 1886)
- 1975 - John H. Secondari, giornalista, scrittore e produttore televisivo italiano (n. 1919)
- 1975 - Nikolaj Ivanovič Tarasov, ballerino russo (n. 1902)
- 1975 - Sebastian Tromp, presbitero, teologo e latinista olandese (n. 1889)
- 1976 - Albert Balink, regista e giornalista olandese (n. 1906)
- 1976 - Athos Rogero Natali, pittore, scenografo e attore italiano (n. 1881)
- 1976 - Anna di Sassonia, principessa (n. 1903)
- 1976 - Ennio Zelioli-Lanzini, avvocato e politico italiano (n. 1899)
- 1977 - Denis Amiel, drammaturgo, scrittore e critico teatrale francese (n. 1884)
- 1977 - Olinda Bozán, attrice argentina (n. 1894)
- 1978 - Julio Jaramillo, cantante ecuadoriano (n. 1935)
- 1979 - Antonio Aranda Mata, generale spagnolo (n. 1888)
- 1979 - Carlo Ciocala, hockeista su pista e allenatore di hockey su pista italiano (n. 1910)
- 1979 - Dennis Gabor, ingegnere, fisico e inventore ungherese (n. 1900)
- 1979 - John Giles, criminale statunitense (n. 1895)
- 1979 - Heinrich Klüver, psicologo tedesco (n. 1897)
- 1979 - Marceau Lherminé, calciatore francese (n. 1910)
- 1979 - František Nejedlý, calciatore cecoslovacco (n. 1907)
- 1979 - Jaroslav Štumpf, calciatore e allenatore di calcio cecoslovacco (n. 1914)
- 1979 - Nikolaj Semënovič Tichonov, scrittore sovietico (n. 1896)
- 1980 - Erwin Friedrich Baumann, architetto e scultore svizzero (n. 1898)
- 1980 - Anna di Isenburg e Büdingen, principessa tedesca (n. 1886)
- 1980 - Luigi Marino, calciatore italiano (n. 1895)
- 1980 - Pasqualino Pasqualicchio, politico italiano (n. 1899)
- 1980 - Zezé Procópio, calciatore brasiliano (n. 1913)
- 1980 - Nikos Xylouris, musicista e cantante greco (n. 1936)
- 1980 - Francesco Zucchetti, pistard e ciclista su strada italiano (n. 1902)
- 1981 - Helena Bartošová, soprano slovacco (n. 1905)
- 1981 - Jakob Bender, calciatore tedesco (n. 1910)
- 1981 - Edgardo Castelli, avvocato e politico italiano (n. 1907)
- 1981 - Mario Martinoni, militare svizzero (n. 1896)
- 1982 - Giuseppe De Luigi, pittore italiano (n. 1908)
- 1982 - Neal Harris, cestista, allenatore di pallacanestro e giocatore di baseball statunitense (n. 1906)
- 1982 - Henry Sturgis Morgan, banchiere statunitense (n. 1900)
- 1982 - Hermann Rauschning, politico e saggista tedesco (n. 1887)
- 1983 - Harry Boot, fisico inglese (n. 1917)
- 1983 - Charles Kullman, tenore e insegnante statunitense (n. 1903)
- 1983 - Harry Mitchell, pugile britannico (n. 1895)
- 1983 - Madre Speranza di Gesù, religiosa spagnola (n. 1893)
- 1983 - Alfred Wallenstein, violoncellista e direttore d'orchestra statunitense (n. 1898)
- 1984 - Philippe Ariès, medievista francese (n. 1914)
- 1984 - Piet de Boer, calciatore olandese (n. 1919)
- 1984 - Pietro Castiglia, avvocato e politico italiano (n. 1902)
- 1984 - Carlo Enrico De Simone, architetto italiano (n. 1930)
- 1984 - Dante Di Benedetti, calciatore italiano (n. 1916)
- 1984 - Alfredo Lucchesi, calciatore italiano (n. 1899)
- 1984 - Karel Miljon, pugile olandese (n. 1903)
- 1985 - Norah Baring, attrice britannica (n. 1905)
- 1985 - Louis Caput, ciclista su strada, pistard e dirigente sportivo francese (n. 1921)
- 1985 - William Lyons, imprenditore e designer britannico (n. 1902)
- 1985 - Marvin Miller, attore statunitense (n. 1913)
- 1985 - Orsola Nemi, scrittrice, traduttrice e giornalista italiana (n. 1903)
- 1987 - Bronisława Wajs, poeta e cantante polacca (n. 1908)
- 1988 - Pietro Arcari, calciatore italiano (n. 1909)
- 1988 - Allan Cuthbertson, attore australiano (n. 1920)
- 1988 - Ralph Flanagan, nuotatore statunitense (n. 1918)
- 1988 - Mario Gentilini, giornalista e fumettista italiano (n. 1909)
- 1988 - Giuseppe Schirò, politico italiano (n. 1913)
- 1988 - Fernando Stefanizzi, militare italiano (n. 1957)
- 1990 - François-Nestor Adam, vescovo cattolico italiano (n. 1903)
- 1990 - Katalin Karády, attrice e cantante ungherese (n. 1910)
- 1990 - Charles Maclean, barone Maclean, nobile scozzese (n. 1916)
- 1990 - Del Shannon, cantautore e produttore discografico statunitense (n. 1934)
- 1990 - George de Mestral, ingegnere svizzero (n. 1907)
- 1991 - Hillery Brown, cestista statunitense (n. 1912)
- 1991 - Elisa Martinez, religiosa italiana (n. 1905)
- 1991 - Pier Giacomo Pisoni, storico italiano (n. 1928)
- 1991 - Aaron Siskind, fotografo statunitense (n. 1903)
- 1992 - Jack Jennings, cestista e allenatore di pallacanestro statunitense (n. 1918)
- 1992 - Baruch Lumet, attore, direttore artistico e docente polacco (n. 1898)
- 1993 - Filip Bondarenko, compositore di scacchi ucraino (n. 1905)
- 1993 - Douglas Heyes, regista, sceneggiatore e scrittore statunitense (n. 1919)
- 1993 - Decimo Martelli, politico italiano (n. 1918)
- 1993 - Renato Pasturenti, arbitro di calcio, allenatore di calcio e dirigente sportivo italiano (n. 1907)
- 1993 - Nagalingam Shanmugathasan, politico cingalese (n. 1920)
- 1994 - Ricardo Blasco, regista e sceneggiatore spagnolo (n. 1921)
- 1994 - Ken G. Hall, regista, produttore cinematografico e sceneggiatore australiano (n. 1901)
- 1994 - Raymond Scott, compositore, musicista e inventore statunitense (n. 1908)
- 1995 - Józef Maria Bocheński, filosofo polacco (n. 1902)
- 1995 - Moris Ergas, produttore cinematografico e imprenditore greco (n. 1922)
- 1995 - Ennio Francia, presbitero, critico d'arte e storico dell'arte italiano (n. 1904)
- 1995 - Elvio Matè, allenatore di calcio, dirigente sportivo e calciatore italiano (n. 1921)
- 1995 - May Miller, poetessa, drammaturga e docente statunitense (n. 1899)
- 1995 - Renato Santini, pittore italiano (n. 1912)
- 1995 - Gloria Shea, attrice statunitense (n. 1910)
- 1995 - Dino Terra, scrittore italiano (n. 1903)
- 1996 - Rune Börjesson, calciatore svedese (n. 1937)
- 1996 - Mercer Ellington, trombettista e compositore statunitense (n. 1919)
- 1996 - Bruno Hussar, religioso egiziano (n. 1911)
- 1996 - José Poy, allenatore di calcio e calciatore argentino (n. 1926)
- 1996 - Johan Van Den Steen, pallanuotista belga (n. 1929)
- 1997 - Robert Ridgely, attore statunitense (n. 1931)
- 1998 - Halldór Laxness, scrittore islandese (n. 1902)
- 1998 - Bob Naber, cestista statunitense (n. 1929)
- 1998 - Gino Penno, tenore italiano (n. 1920)
- 1998 - Enoch Powell, politico, scrittore e militare britannico (n. 1912)
- 1998 - Julian Simon, economista statunitense (n. 1932)
- 1999 - Raffaele Iacovino, scrittore e storico italiano (n. 1934)
- 1999 - Per Knudsen, calciatore danese (n. 1925)
- 1999 - Iris Murdoch, filosofa e scrittrice irlandese (n. 1919)
- 1999 - Nicola Rotunno, arcivescovo cattolico e diplomatico italiano (n. 1928)
- 1999 - Giuseppe Tatarella, politico, avvocato e giornalista italiano (n. 1935)
- 1999 - Rudolf Troppert, sollevatore austriaco (n. 1909)
- 1999 - Alba Valech Capozzi, scrittrice e superstite dell'Olocausto italiana (n. 1916)
- 2000 - Sid Abel, hockeista su ghiaccio e allenatore di hockey su ghiaccio canadese (n. 1918)
- 2000 - Beatrice Cori, annunciatrice televisiva e modella italiana (n. 1943)
- 2000 - Ion Gheorghe Maurer, avvocato e politico rumeno (n. 1902)
- 2000 - Vlastimil Preis, calciatore e allenatore di calcio cecoslovacco (n. 1921)
- 2000 - Elwin Schlebrowski, calciatore tedesco (n. 1925)
- 2000 - Derrick Thomas, giocatore di football americano statunitense (n. 1967)

## XXI secolo(174)
- 2001 - Ivo Caprino, regista norvegese (n. 1920)
- 2001 - Giuseppe Casoria, cardinale e arcivescovo cattolico italiano (n. 1908)
- 2001 - Davide Ignazio Franceschetti, militare italiano (n. 1966)
- 2001 - Walter Generati, ciclista su strada italiano (n. 1913)
- 2002 - AG Fronzoni, designer e educatore italiano (n. 1923)
- 2002 - Elisabeth Mann Borgese, scrittrice tedesca (n. 1918)
- 2002 - Ong Teng Cheong, politico singaporiano (n. 1936)
- 2002 - Duggie Reid, calciatore scozzese (n. 1917)
- 2002 - Zizinho, calciatore e allenatore di calcio brasiliano (n. 1921)
- 2002 - Antar Zouabri, terrorista algerino (n. 1970)
- 2003 - Alfred Aston, allenatore di calcio e calciatore francese (n. 1912)
- 2003 - Manoel Francisco do Nascimento Brito, editore brasiliano (n. 1922)
- 2003 - Alice Treff, attrice e doppiatrice tedesca (n. 1906)
- 2004 - Walter Freud, ingegnere chimico austriaco (n. 1921)
- 2004 - Kristian Henriksen, calciatore e allenatore di calcio norvegese (n. 1911)
- 2004 - Andrea Mascagni, politico, partigiano e musicista italiano (n. 1917)
- 2004 - Giuseppe Salari, politico italiano (n. 1909)
- 2005 - Gildo Arena, nuotatore e pallanuotista italiano (n. 1921)
- 2005 - Helmut Eder, compositore e direttore d'orchestra austriaco (n. 1916)
- 2005 - Parker Hall, giocatore di football americano statunitense (n. 1916)
- 2005 - Nathalie Krassovska, ballerina, insegnante e coreografa russa (n. 1918)
- 2005 - Cesarino Niccolai, politico italiano (n. 1918)
- 2005 - Gaston Rahier, pilota motociclistico belga (n. 1947)
- 2005 - Jimmy Smith, organista statunitense (n. 1925)
- 2005 - Aristide Tanzi, giurista italiano (n. 1942)
- 2006 - Pier Gildo Bianchi, patologo, poeta e conduttore televisivo italiano (n. 1920)
- 2006 - Larry Black, velocista statunitense (n. 1951)
- 2006 - Elton Dean, sassofonista britannico (n. 1945)
- 2006 - Michael Gilbert, scrittore britannico (n. 1912)
- 2006 - Ron Greenwood, calciatore e allenatore di calcio inglese (n. 1921)
- 2006 - Mike Hunter, pugile statunitense (n. 1959)
- 2006 - Akira Ifukube, compositore giapponese (n. 1914)
- 2006 - Ipoustéguy, scultore, pittore e disegnatore francese (n. 1920)
- 2006 - Mado Supt, cestista francese (n. 1934)
- 2007 - Lucio Calonga, calciatore paraguaiano (n. 1939)
- 2007 - Remo Chiosso, autore di giochi italiano (n. 1947)
- 2007 - Adele Faccio, politica e attivista italiana (n. 1920)
- 2007 - Spartaco Marziani, politico italiano (n. 1924)
- 2007 - Matteo Perrini, pedagogista e storico della filosofia italiano (n. 1925)
- 2007 - Anna Nicole Smith, modella e attrice statunitense (n. 1967)
- 2007 - Ian Stevenson, psichiatra canadese (n. 1918)
- 2008 - Filippo Belardini, calciatore italiano (n. 1919)
- 2008 - Wilma D'Eusebio, attrice e cabarettista italiana (n. 1931)
- 2008 - Eva Dahlbeck, attrice e scrittrice svedese (n. 1920)
- 2008 - Alvar Ellegård, linguista e saggista svedese (n. 1919)
- 2008 - Dieter Gieseler, pistard tedesco (n. 1941)
- 2008 - Robert Jastrow, fisico e astronomo statunitense (n. 1925)
- 2008 - Stephen Kipkorir, mezzofondista keniota (n. 1970)
- 2008 - Phyllis A. Whitney, scrittrice statunitense (n. 1903)
- 2009 - Humberto Fernandes, calciatore portoghese (n. 1940)
- 2009 - Luciano Inga Pin, gallerista, critico d'arte e editore italiano (n. 1927)
- 2009 - Giorgio Melchiori, critico letterario, traduttore e saggista italiano (n. 1920)
- 2010 - Erasmo Boiardi, politico e pedagogista italiano (n. 1932)
- 2010 - Angelo Franzosi, allenatore di calcio e calciatore italiano (n. 1921)
- 2010 - Antonio Giolitti, politico e partigiano italiano (n. 1915)
- 2010 - Don Hanrahan, cestista statunitense (n. 1929)
- 2010 - Jimmy Heuga, sciatore alpino e allenatore di sci alpino statunitense (n. 1943)
- 2010 - Germano Liberati, presbitero, docente e scrittore italiano (n. 1939)
- 2010 - Erich Meier, calciatore tedesco (n. 1935)
- 2010 - Roly Mills, allenatore di calcio e calciatore inglese (n. 1933)
- 2010 - John Murtha, politico statunitense (n. 1932)
- 2010 - Gianni Pulone, attore italiano (n. 1943)
- 2011 - Luiz Bueno, pilota automobilistico brasiliano (n. 1937)
- 2011 - Mieczysław Fęglerski, cestista polacco (n. 1930)
- 2011 - Marie-Rose Morel, politica belga (n. 1972)
- 2011 - Cesare Rubini, pallanuotista, cestista e allenatore di pallacanestro italiano (n. 1923)
- 2011 - Olga de Ángulo, nuotatrice colombiana (n. 1955)
- 2012 - Giancarlo Cecconi, tiratore a segno italiano (n. 1935)
- 2012 - Robert Clark, artista marziale britannico (n. 1946)
- 2012 - Jacques Duchesne-Guillemin, storico delle religioni e orientalista belga (n. 1910)
- 2012 - Giangiacomo Guelfi, baritono italiano (n. 1924)
- 2012 - Lew Hitch, cestista statunitense (n. 1929)
- 2012 - Laurie Main, attore inglese (n. 1922)
- 2012 - Liliana Renzi, pianista italiana (n. 1928)
- 2012 - Jimmy Sabater, musicista, compositore e arrangiatore statunitense (n. 1936)
- 2012 - Luis Alberto Spinetta, cantante, chitarrista e compositore argentino (n. 1950)
- 2012 - Irina Turova, velocista sovietica (n. 1935)
- 2013 - Giovanni Cheli, cardinale e arcivescovo cattolico italiano (n. 1918)
- 2013 - Lya De Barberiis, pianista italiana (n. 1919)
- 2013 - James DePreist, direttore d'orchestra statunitense (n. 1936)
- 2013 - Marjorie Housepian Dobkin, scrittrice e insegnante statunitense (n. 1922)
- 2013 - Vincenzo Leggieri, politico e saggista italiano (n. 1924)
- 2013 - Motsapi Moorosi, velocista lesothiano (n. 1945)
- 2013 - Knut Nesbø, giornalista, chitarrista e calciatore norvegese (n. 1961)
- 2013 - Renato Olivieri, scrittore e giornalista italiano (n. 1925)
- 2013 - Antonio Puri Purini, diplomatico e saggista italiano (n. 1942)
- 2013 - William Smith, nuotatore statunitense (n. 1924)
- 2014 - Els Borst, politica e medico olandese (n. 1932)
- 2014 - Halina Holas-Idziak, fotografa polacca (n. 1916)
- 2014 - Keith Hughes, cestista statunitense (n. 1968)
- 2014 - Philippe Mahut, calciatore francese (n. 1956)
- 2014 - Antonio Papasso, incisore e pittore italiano (n. 1932)
- 2014 - Maicon Pereira de Oliveira, calciatore brasiliano (n. 1988)
- 2015 - Kenji Ekuan, designer giapponese (n. 1929)
- 2015 - Vincent Valentine Egwuchukwu Ezeonyia, vescovo cattolico nigeriano (n. 1941)
- 2015 - John Hart, ballerino, coreografo e direttore artistico britannico (n. 1921)
- 2015 - Rauni-Leena Luukanen-Kilde, medico finlandese (n. 1939)
- 2015 - Calixto Méndez, allenatore di calcio e calciatore spagnolo (n. 1937)
- 2015 - Massimo Rendina, giornalista e partigiano italiano (n. 1920)
- 2015 - Müzeyyen Senar, cantante turca (n. 1918)
- 2015 - Luigi Tonani, calciatore italiano (n. 1939)
- 2015 - Thom Wilson, produttore discografico statunitense
- 2015 - Anselmo Zurlo, medico e politico italiano (n. 1925)
- 2016 - Amelia Bence, attrice argentina (n. 1914)
- 2016 - John Disley, siepista britannico (n. 1928)
- 2016 - Lai Lam-kwong, cestista taiwanese (n. 1929)
- 2016 - Gianni Manganelli, regista e sceneggiatore italiano (n. 1942)
- 2016 - Roy Señeres, politico e diplomatico filippino (n. 1947)
- 2016 - William Stowe, canottiere statunitense (n. 1940)
- 2016 - Violette Verdy, ballerina e coreografa francese (n. 1933)
- 2016 - Salvatore Vizzini, politico italiano (n. 1944)
- 2017 - Lucio Battistrada, sceneggiatore italiano (n. 1920)
- 2017 - Viktor Čanov, calciatore ucraino (n. 1959)
- 2017 - Giorgio Giacomelli, diplomatico italiano (n. 1930)
- 2017 - Peter Mansfield, fisico inglese (n. 1933)
- 2017 - Tony Särkkä, cantante, chitarrista e bassista svedese (n. 1972)
- 2017 - Michail Tolstych, attivista e militare ucraino (n. 1980)
- 2017 - Jan Vansina, storico, antropologo e africanista belga (n. 1929)
- 2018 - Jarrod Bannister, giavellottista australiano (n. 1984)
- 2018 - Armando Buratti, pittore italiano (n. 1924)
- 2019 - Giancarlo Comastri, politico e medico italiano (n. 1939)
- 2019 - Enrico Cuoghi, calciatore italiano (n. 1930)
- 2019 - Zbigniew Czajkowski, schermidore polacco (n. 1921)
- 2019 - Wolfgang Rindler, fisico austriaco (n. 1924)
- 2019 - Angelo Ruggeri, calciatore italiano (n. 1935)
- 2019 - Robert Ryman, artista statunitense (n. 1930)
- 2019 - Kurt Sommerlatt, allenatore di calcio e calciatore tedesco (n. 1928)
- 2020 - Orson Bean, attore, doppiatore e personaggio televisivo statunitense (n. 1928)
- 2020 - Robert Conrad, attore e regista statunitense (n. 1935)
- 2020 - Maurice Girardot, cestista francese (n. 1921)
- 2020 - Paula Kelly, attrice, cantante e ballerina statunitense (n. 1942)
- 2020 - Robert Massin, grafico, direttore artistico e tipografo francese (n. 1925)
- 2020 - Bill Robinson, cestista canadese (n. 1949)
- 2020 - Riccardo Scrivano, critico letterario italiano (n. 1928)
- 2020 - Volker Spengler, attore tedesco (n. 1939)
- 2020 - Yi Hae-won, principessa coreana (n. 1919)
- 2021 - Jean-Claude Carrière, sceneggiatore, scrittore e attore francese (n. 1931)
- 2021 - Cala Cimenti, alpinista e scialpinista italiano (n. 1975)
- 2021 - Tony Collins, calciatore e allenatore di calcio inglese (n. 1926)
- 2021 - Graham Day, calciatore inglese (n. 1953)
- 2021 - David Egerton, rugbista a 15 e allenatore di rugby a 15 britannico (n. 1961)
- 2021 - Corrado Francia, cantante italiano (n. 1948)
- 2021 - Cyril Mango, bizantinista e archeologo britannico (n. 1928)
- 2021 - Jean Obeid, politico e giornalista libanese (n. 1939)
- 2021 - Phil Rollins, cestista statunitense (n. 1934)
- 2021 - Marty Schottenheimer, giocatore di football americano e allenatore di football americano statunitense (n. 1943)
- 2021 - Willie Scott, giocatore di football americano statunitense (n. 1959)
- 2021 - Anthony Sowell, criminale statunitense (n. 1959)
- 2021 - Els Vader, velocista olandese (n. 1959)
- 2021 - Mary Wilson, cantante statunitense (n. 1944)
- 2021 - Ron Wright, politico statunitense (n. 1953)
- 2022 - Bill Lienhard, cestista statunitense (n. 1930)
- 2022 - Luc Montagnier, biologo e virologo francese (n. 1932)
- 2022 - Donatella Raffai, conduttrice televisiva e giornalista italiana (n. 1943)
- 2022 - Jackie Robinson, cestista statunitense (n. 1927)
- 2022 - Gerhard Roth, scrittore austriaco (n. 1942)
- 2022 - Daniel Sili, pallanuotista brasiliano (n. 1930)
- 2022 - Giacomo Tamburino, medico italiano (n. 1925)
- 2023 - Burt Bacharach, pianista, compositore e arrangiatore statunitense (n. 1928)
- 2023 - Miroslav Blažević, calciatore e allenatore di calcio croato (n. 1935)
- 2023 - Paolo Citraro, pittore, scultore e decoratore italiano (n. 1928)
- 2023 - Fritz Enskat, tuffatore tedesco (n. 1939)
- 2023 - Elena Fanchini, sciatrice alpina italiana (n. 1985)
- 2023 - Volkan Kahraman, calciatore austriaco (n. 1979)
- 2023 - Cody Longo, attore e cantante statunitense (n. 1988)
- 2023 - Vladimir Morozov, canoista sovietico (n. 1940)
- 2023 - Ivan Stepanovič Silaev, politico russo (n. 1930)
- 2024 - Charlotte Froese Fischer, matematica, fisica e informatica sovietica (n. 1929)
- 2024 - Gurdev Singh, hockeista su prato indiano (n. 1933)
- 2024 - Guy Van Sam, calciatore francese (n. 1935)
- 2025 - Bob Bingham, cantante e attore statunitense (n. 1946)
- 2025 - Matt Doyle, tennista statunitense (n. 1955)
- 2025 - Virginio Epis, alpinista e militare italiano (n. 1931)
- 2025 - Sam Nujoma, politico namibiano (n. 1929)

## Senza anno specificato(1)
- Vittore I di Napoli, vescovo romano